# 瑟托角

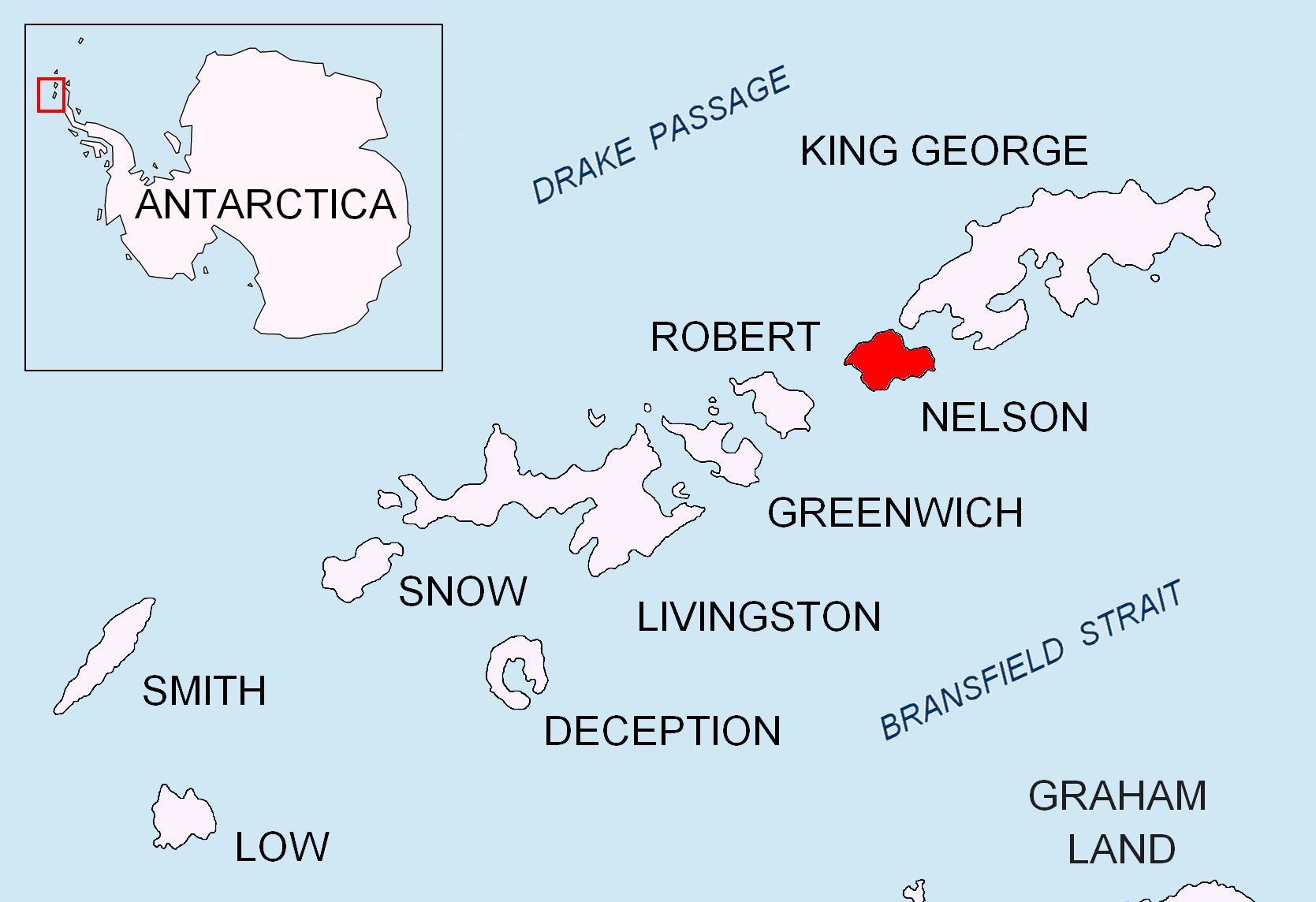

瑟托角（英語：The Toe），是南極洲的海岬，位於南設得蘭群島的納爾遜島西部，處於哈默尼灣入口處南部和瓦爾瓦拉灣入口處西北部，在1935年由英國研究隊繪入地圖，現時由南極條約體系管理。